# Saint-Loup-en-Comminges
Saint-Loup-en-Comminges is een gemeente in het Franse departement Haute-Garonne (regio Occitanie) en telt 40 inwoners (2009). De plaats maakt deel uit van het arrondissement Saint-Gaudens.

## Geografie
De oppervlakte van Saint-Loup-en-Comminges bedraagt 4,5 km², de bevolkingsdichtheid is dus 8,9 inwoners per km².
De onderstaande kaart toont de ligging van Saint-Loup-en-Comminges met de belangrijkste infrastructuur en aangrenzende gemeenten.

## Demografie
Onderstaande figuur toont het verloop van het inwonertal (bron: INSEE-tellingen).